# Mailis Stensman
Mailis Stensman, född Jansson 8 februari 1937 i Virestads församling, Kronobergs län, är en svensk konstskribent och -kritiker.
Stensman, som är dotter till trävaruhandlare Erik Jansson och modist Ruth Andersson, blev filosofie kandidat vid Lunds universitet 1968. Hon var verksam vid Arkiv för dekorativ konst (nu Skissernas museum) där 1963–1975, Krognoshuset där 1966–1969, Malmö konsthall 1975–1977, Statens konstråd 1977–1987 och frilans från 1987. Hon var medarbetare i tidskriften Form från 1966, ägnade sig åt konstprogram på Sveriges Radio 1972–1975 och var styrelseledamot i Svenska konstkritikersamfundet 1976–1979.